# Antoine Trial
Pour les articles homonymes, voir Trial (homonymie).
Répertoire
Le Déserteur de Monsigny
Zémire et Azor de Grétry
L'Épreuve villageoise de Grétry
 Tom Jones de Danican Philidor.
Antoine Trial est un chanteur et acteur français né à Avignon le 13 octobre 1737 et mort à Paris le 10 février 1795.
Spécialisé dans les rôles de paysans et de valets, nécessitant peu de voix mais des talents de comédien, il donnera son nom plus tard à cet emploi : le « trial ». Il était le frère cadet du musicien Jean-Claude Trial.

## Biographie
Après une formation à la cathédrale de sa ville natale, il rejoignit son frère à Paris en 1764 et entra dans la troupe du prince de Conti. Le 4 juillet de la même année, il débuta à la Comédie-Italienne dans le rôle de Bastien du Sorcier de Philidor.
Il épouse le  14 août 1769 Marie-Jeanne Million dite Félicité de Mandeville, également actrice, dont il a le 6 décembre 1772 un fils unique Armand-Emmanuel.
Considéré comme un excellent acteur et musicien, sa voix ténue et nasillarde de haute-contre n'était pas toujours appréciée. La retraite de Jean-Louis Laruette en 1778 lui permit de donner la pleine mesure de ses talents.
Proche de Robespierre en 1793, Trial devint membre du Comité révolutionnaire, mais il fut désavoué lors des événements du 9 thermidor, hué sur scène et déchu de ses fonctions publiques. On prétend qu'il s'est empoisonné.